# Trevanian
Trevanian, pseudonimo di Rodney William Whitaker (Granville, 12 giugno 1931 – West Country, 14 dicembre 2005), è stato uno scrittore statunitense.
Lo pseudonimo fa riferimento al nome dello storico inglese George Macaulay Trevelyan.

## Romanzi

### Come "Trevanian"
- Il castigo dell'Eiger (The Eiger Sanction) (1972), Milano, Garzanti, 1975
- Il castigo del cavallo di bronzo (The Loo Sanction) (1973), Milano, Garzanti, 1978
- Le strade di Montreal (The Main),(1976), finalista Edgar Award 1977. Milano, Garzanti, 1979
- Il ritorno delle gru (Shibumi) (1979), Milano, Sonzogno, 1980 e Milano, Bompiani, 2011
- L'estate di Katya (The Summer of Katya) (1983), Milano, Rizzoli, 1984
- Incidente a Twenty-Mile (Incident at Twenty-Mile) (1998), Milano, Garzanti, 2001
- Hot Night in the City (2000)
- Crazyladies of Pearl Street (2005)